# Sala Zgromadzeń w Skarbimierzu

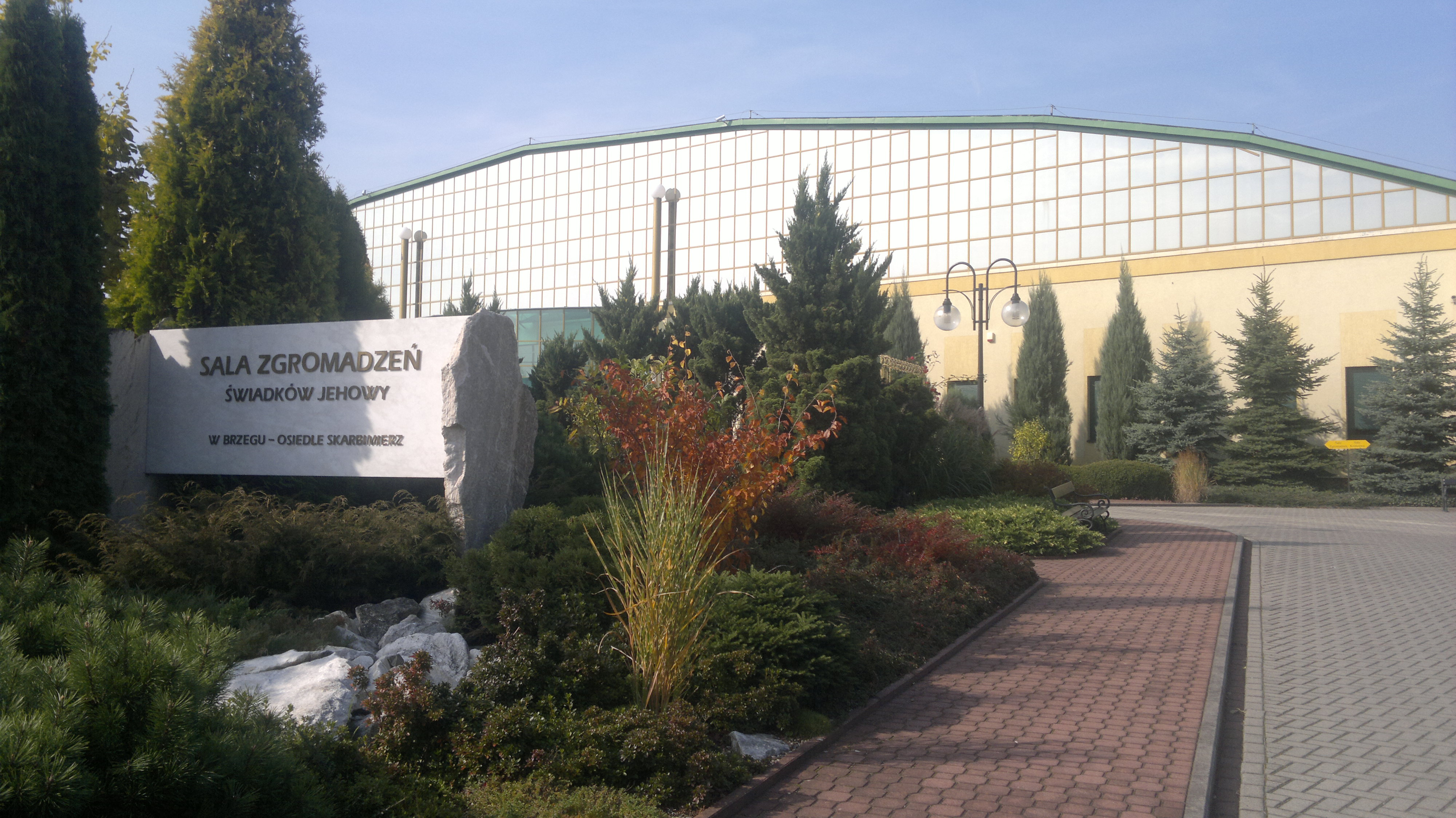
Sala Zgromadzeń w Skarbimierzu pod Brzegiem z audytorium na 1100 osób, oddana do użytku 23 września 2000 roku

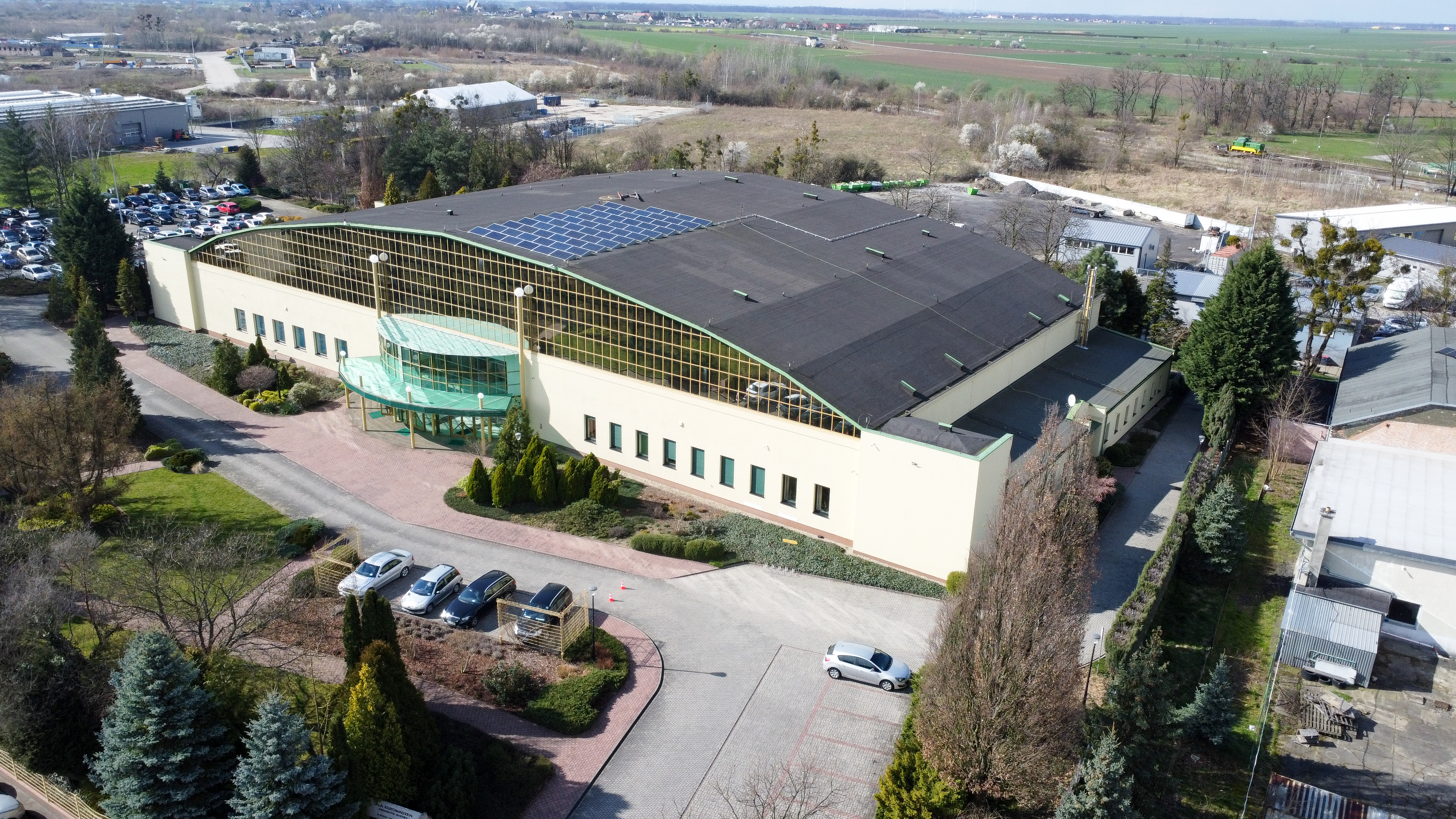
Sala Zgromadzeń w Skarbimierzu

Sala Zgromadzeń w Skarbimierzu – jedna z ośmiu Sal Zgromadzeń Świadków Jehowy w Polsce. Znajduje się w miejscowości Skarbimierz-Osiedle przy ulicy Wierzbowej 18. Została oddana do użytku w 2000 roku, po remoncie i adaptacji dawnego hangaru remontowego. Należy do związku wyznaniowego „Świadkowie Jehowy w Polsce”.

## Historia obiektu
Jeszcze przed I wojną światową rozpoczęto pod Brzegiem budowę lotniska sportowego. Pierwsze loty sportowe wykorzystujące lotnisko miały miejsce już w 1916 roku.  
Obiekt, w którym dziś znajduje się Sala Zgromadzeń, powstał na terenie niemieckiej bazy lotniczej z lat 30. XX wieku, gdy Brzeg należał do III Rzeszy. Wybudowano wtedy lotnisko wojskowe wraz z niezbędnym zapleczem i dużymi hangarami. Pierwotnie był to hangar remontowy dla niemieckich samolotów wojskowych, stacjonujących na brzeskim lotnisku wojskowym. W trakcie II wojny światowej od 1 września 1939 roku startowały z niego niemieckie samoloty biorące udział w nalotach na Polskę. 
Pod koniec II wojny światowej – w lutym 1945 roku – lotnisko wraz z całą infrastrukturą zostało przejęte przez wojska radzieckie, które m.in. wykonywały stąd loty wojskowe nad Festung Breslau. Po wojnie lotnisko i hangar remontowy były używane przez Armię Radziecką. Stacjonowały tu m.in. jednostki 164 Kerczeńskiego samodzielnego pułku lotnictwa rozpoznawczego, 55 Sewastopolskiego samodzielnego pułku śmigłowców (do 1 sierpnia 1989) oraz 871 Pomerańskiego pułku lotnictwa myśliwskiego (przeniesiony w 1989 z Kołobrzegu-Bagicza). Wojska radzieckie wykorzystywały obiekt do wycofania swoich jednostek z Polski w 1993 roku.
W 1993 roku grunt przejął Skarb Państwa, który przekazał go gminie wiejskiej Brzeg (obecnie gmina Skarbimierz). Teren byłej bazy wojskowej oraz znajdujące się na nim obiekty wojskowe szybko uległy procesowi dewastacji. Po przejęciu terenu przez władze samorządowe został przeznaczony na cele cywilne.

## Zmiana przeznaczenia
Dawny hangar remontowy samolotów wojskowych, wraz z przyległym terenem o powierzchni 16 555 m², został nabyty przez Świadków Jehowy pod koniec 1999 roku by po adaptacji służył jako Sala Zgromadzeń. Remont i adaptacja obiektu trwały 11 miesięcy. W pracach tych stale uczestniczyło około siedemdziesiąt osób, a w weekendy nawet kilkaset. Wszyscy pracowali jako wolontariusze.
Sala Zgromadzeń została uroczyście oddana do użytku 23 września 2000 roku. Po modernizacji obiekt ma audytorium na 1100 miejsc siedzących, służących Świadkom Jehowy głównie z terenu Dolnego Śląska (oprócz zborów z północno-zachodniej i południowo-zachodniej części województwa) i województwa opolskiego. Odbywają się tu zgromadzenia obwodowe przeprowadzane w cyklu jesienno-wiosennym, z których korzysta około 15 tysięcy Świadków Jehowy.
Poza salą główną w obiekcie znajduje się również Sala Królestwa, z której korzystają trzy miejscowe zbory: Brzeg-Wschód, Brzeg-Zachód (wraz z grupą języka migowego) oraz Lubsza.
Zmodernizowany obiekt ma powierzchnię 3500 m². Poza Salą Zgromadzeń i Salą Królestwa znajduje się w nim również sala konferencyjna, pomieszczenie z basenem do chrztu wraz z przyległymi do pomieszczenia oddzielnymi szatniami dla mężczyzn i kobiet, obszerny hol z przeznaczeniem na kafeterię oraz szatnia, pokój pierwszej pomocy, pomieszczenia biurowe oraz niezbędne zaplecze techniczne. W holu znajdują się również: ozdobna fontanna, makieta całego terenu, zdjęcia przedstawiające budowę obiektu oraz zdjęcia pozostałych Sal Zgromadzeń należących do Świadków Jehowy w Polsce. Na zewnątrz znajduje się parking dla korzystających z obiektu oraz zagospodarowany ogród.
Sala Zgromadzeń jest dostępna dla zwiedzających od poniedziałku do piątku w godzinach od 8:00 do 11:00 oraz od 13:00 do 16:00.